# Lycaeides djaggatai
Lycaeides djaggatai är en fjärilsart som beskrevs av Otto Staudinger. Lycaeides djaggatai ingår i släktet Lycaeides och familjen juvelvingar. Inga underarter finns listade i Catalogue of Life.